# Station Grupa
Station Grupa is een spoorwegstation in de Poolse plaats Grupa.